# Кольца Ландольта

Кольца Ландольта в таблице Головина (справа)

Кольца Ландольта (оптотипы Ландольта) — оптотипы, разработанные швейцарским офтальмологом Эдмундом Ландольтом (Edmund Landolt) в 1888 году. Изначально разработанные для офтальмологии, они нашли также применение в психологии.
Представляют собой набор колец с разрывами с разных сторон, напоминающих по-разному повёрнутую латинскую букву С. Ширина кольца и ширина разрыва относятся как 1:5 к его внешнему диаметру.
Для разрывов применяется либо простая форма из четырёх вариантов (вверху, внизу, справа и слева; север, юг, восток и запад; 12, 6, 3 и 9 часов), либо более сложная из восьми вариантов (плюс четыре косых).

## В офтальмологии
В офтальмологии кольца Ландольта применяются в различных таблицах для проверки зрения — когда разные размеры колец позволяют определить остроту зрения.
Поскольку распознавание колец не зависит от грамотности пациента или его языка, в 1909 году XI Международный конгресс офтальмологов утвердил кольца Ландольта в качестве международного стандарта.
Кроме этого, обследования с помощью колец Ландольта носят более объективный характер: при использовании колец отсутствует фактор узнаваемости, играющий заметную роль при использовании оптотипов в виде букв или цифр, а последовательность колец более сложна для запоминания, чем последовательность букв в буквенных таблицах (на тот случай, когда пациент пытается обойти тест на проверку зрения, заучив буквенную последовательность наизусть).

## В психологии
В психологии кольца Ландольта применяются в тестах для оценки внимания и усидчивости — например, в модификации корректурной пробы Бурдона. Так же как и в офтальмологии, тестирование с использованием колец не зависит от грамотности пациента или его языка. При этом особенностью тестирования является не разный размер колец (как в офтальмологическом обследовании), а их количество — лист для тестирования может содержать несколько сотен или тысяч колец.
При тестировании испытуемый за определённое время, идя последовательно по таблице колец, должен, например, отметить определённым способом (обвести, зачеркнуть и т. п.) один вид колец и отметить другим способом другой вид колец. По команде об окончании теста испытуемый обозначает последнее просмотренное им кольцо.
При рассмотрении результатов тестирования оценивается количество просмотренных колец, доли правильно определённых, неправильно определённых и/или пропущенных колец.

## Галерея

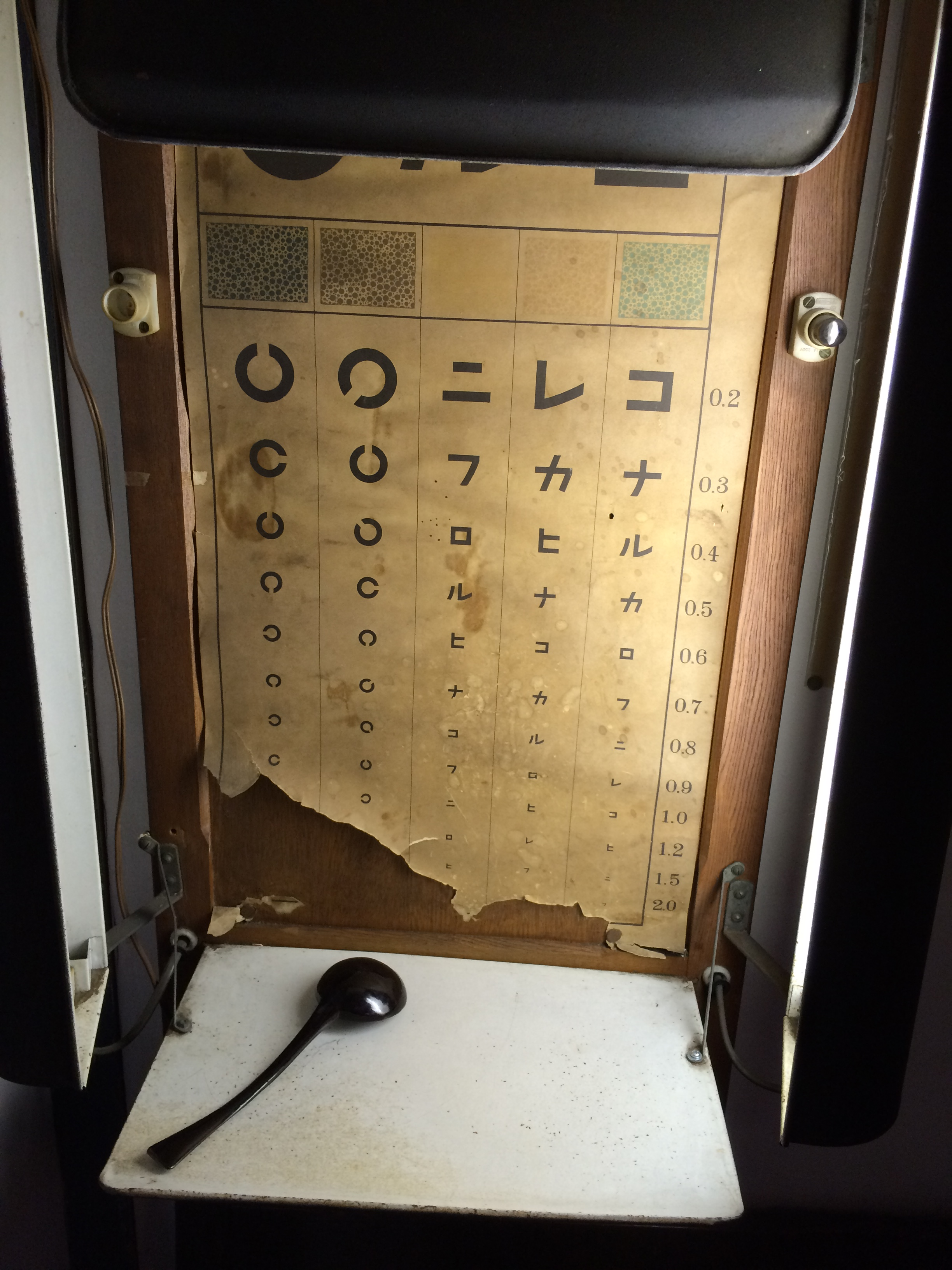
Кольца Ландольта в японской оптометрической таблице